# Héctor C. Quesada
Héctor Cipriano Quesada (Buenos Aires, 1875 - 1954) fue un escritor y periodista argentino.

## Biografía
Nació en Buenos Aires el 3 de octubre de 1875, y sus padres fueron el reconocido músico Héctor Cipriano Quesada y Celina Casares.
Realizó sus estudios en la Facultad de Derecho y Ciencias Sociales de la Universidad de Buenos Aires. 
Incursionó en la política siendo diputado provincial en Buenos Aires entre 1905 y 1917. Tras el golpe de Estado de 1930, el interventor federal en la provincia de Córdoba, Carlos Ibarguren, lo nombró comisionado en la municipalidad de la capital, asumiendo el 19 de septiembre de 1930 luego de un breve interinato del Tte. Cnel. Abelardo Badaró. Con la renuncia de Ibarguren, en noviembre del año siguiente, Quesada se alejó de su cargo, pasando a dirigir el Archivo General de la Nación. Contribuyó el contexto nacional al libreto original en italiano de la ópera Aurora. Años más tarde otro Quesada contribuiría la traducción completa de una de sus arias que se convertiría en la canción a la bandera argentina.    
Integró la Comisión Nacional de Museos, Monumentos y Lugares históricos en 1941, y, dentro de su labor de escritor, publicó obras como Barranca Yaco (1934) y El alcalde Álzaga (1936) , estas dos en formato de folletines publicados por el diario La Nación, El escudo nacional (1933), Entre los legajos del archivo (1941), Páginas de Lord Kendal (1941), Papeles del archivo (1942), El colegio de la Santísima Trinidad (1945).
Falleció en 1954.